# Konstantin Schütz von Holzhausen
Konstantin Schütz von Holzhausen (Haßfurt, 28 ottobre 1709 – Petersberg, 23 settembre 1775) è stato un vescovo cattolico tedesco, vescovo titolare della diocesi di Fulda e vescovo titolare di Mennith, risiedette per gran parte della propria vita presso il monastero di Petersberg, in Assia, dove intraprese una profonda campagna di restauro e rinnovo della struttura.

## Biografia
Nato in seno ad una nobile famiglia assiana, entrò nell'ordine benedettino con la propria professione religiosa il 6 novembre 1729. Sei anni dopo venne ordinato sacerdote dell'ordine benedettino, il 24 settembre 1735, e venne poi assegnato alla direzione del monastero di Blankenau col titolo di prevosto e delegato del principe-vescovo di Fulda, carica che ricoprì anche al monastero di Petersberg, sempre dipendente dalla diocesi di Fulda. In questa mansione si adoperò particolarmente per il recupero della chiesa e del complesso abbaziale dell'antico monastero che fece completamente restaurare in stile barocco, pur conservandone esternamente le antiche forme romaniche.
Il 6 novembre 1757 venne prescelto quale nuovo vescovo ausiliario per la diocesi di Fulda e venne consacrato dal vescovo Adalbert II von Walderdorff. Contemporaneamente divenne vescovo titolare di Mennith, in Arabia. Pur con questo nuovo incarico, continuò a risiedere a Petersberg per meglio seguire i lavori di recupero della struttura conventuale. Nel 1763 consacrò la chiesa del Monastero di Frauenberg, non lontano da Fulda, dopo gli ennesimi lavori di restauro del complesso.

## Genealogia episcopale
La genealogia episcopale è:
- Cardinale Guillaume d'Estouteville, O.S.B.Clun.
- Papa Sisto IV
- Papa Giulio II
- Cardinale Raffaele Riario
- Papa Leone X
- Papa Clemente VII
- Cardinale Antonio Sanseverino, O.S.Io.Hieros.
- Cardinale Giovanni Michele Saraceni
- Papa Pio V
- Cardinale Innico d'Avalos d'Aragona, O.S.Iacobi
- Cardinale Scipione Gonzaga
- Patriarca Fabio Biondi
- Papa Urbano VIII
- Cardinale Cosimo de Torres
- Cardinale Francesco Maria Brancaccio
- Vescovo Miguel Juan Balaguer Camarasa, O.S.Io.Hieros.
- Papa Alessandro VII
- Arcivescovo Massimiliano Enrico di Baviera
- Vescovo Johann Heinrich von Anethan
- Arcivescovo Anselm Franz von Ingelheim
- Vescovo Matthias Starck
- Arcivescovo Lothar Franz von Schönborn
- Vescovo Friedrich Karl von Schönborn-Buchheim
- Arcivescovo Franz Georg von Schönborn
- Arcivescovo Philipp Karl von Eltz zu Kempenich
- Vescovo Christoph Nebel
- Vescovo Adalbert II von Walderdorff, O.S.B.
- Vescovo Konstantin Schütz von Holzhausen, O.S.B.